# Danascelinae
Danascelinae es una subfamilia de coleópteros polífagos.

## Géneros
- Danascelis - Hadromychus (colocados en la subfamilia Endomychinae según algunos taxónomos)